# Requiem (Tchekhov)
Pour les articles homonymes, voir Requiem (homonymie).
Requiem est une nouvelle d’Anton Tchekhov, parue en 1886.

## Historique
Requiem est initialement publié dans la revue russe Temps nouveaux, numéro 3581, du 15 février 1886, signée Anton Tchekhov. C'est la première contribution de l'auteur à cette revue. Aussi traduit en français sous le titre Veillée mortuaire.

## Résumé
Le boutiquier Andréï Andréïtch est resté seul dans l’église après la fin de l’office. Il est appelé par le père Grigori qui lui demande aussitôt pourquoi il avait déposé une demande de prière : « Pour le repos de l’âme de la servante de Dieu, Maria la fornicatrice. »
Le père Grigori est en colère, mais visiblement Andréï n’a pas compris le mot fornicatrice. Sa fille Maria étant actrice, il pensait que comme Marie l'Égyptienne, elle était une fornicatrice.
Pour se faire pardonner, Andréï commande un requiem. La cérémonie commence ; il se remémore la vie de sa fille ; elle a grandi trop vite, sans que lui, gros lourdaud de boutiquier, ne s’en aperçoive. Les seuls contacts qu’ils avaient, c’étaient les quelques histoires bibliques qu’il lui racontait, puis son départ pour Moscou, son séjour ici au village, il y a trois ans, où elle lui avait annoncé qu’elle était actrice. Il avait eu tellement honte qu’il ne lui avait plus parlé ni ne l’avait regardée jusqu’à son départ.
Le jour où elle était partie, elle avait éclaté en sanglots, se sachant malade. Elle savait qu’elle ne reverrait plus jamais son village. Il n’avait rien su lui dire et n’en n’éprouve aucune tristesse.

## Édition française
- Requiem, traduit par Madeleine Durand et Édouard Parayre, révision de Lily Dennis, éditions Gallimard, Bibliothèque de la Pléiade, 1967  (ISBN 978 2 07 0105 49 6).